# Нутка (остров)
Остров Нутка (на английски: Nootka Island) е 9-ият по големина остров край западните брегове на Канада в Тихия океан. Площта му е 510 km2, която му отрежда 65-о място сред островите на Канада. Административно принадлежи към канадската провинция Британска Колумбия.
Островът се намира край западното крайбрежие на остров Ванкувър, от който на север го отделят залива Есперанса и протока Хеката (минимална ширина 1 км), а на изток дългия и тесен (500 м) Тахсис фиорд и залива Нутка. Дължината от север на юг е 34,7 км, а максимална ширина – 23,7 км.
Бреговата линия с дължина 187 километра е сравнително слабо разчленена. На северозападното крайбрежие, дълбоко във вътрешността на острова се врязва залива Мъри с продължението си залива Инър. Край югозападните и особено край западните брегове има изобилие от малки островчета и скали.
По-голямата част на острова е хълмиста с максимална височина от 915 метра (връх Санта Крус де Нука). Има няколко езера по-големи от които са: Кроуфич, Юарт, Хеката и други.
Климатът е умерен, морски, влажен, предпоставка за пълноводни почти през цялата година къси реки. Островът е едно от най-влажните места на Северна Америка. Голяма част от острова е покрит с гъсти иглолистни гори, които предоставят идеални условия за богат животински свят. В най-югоизточната част от острова е създаден провинциалния парк Санта Бока.
Остров Нутка е открит през 1774 г. от испанския мореплавател Хуан Хосе Ернандес Перес, но първи който стъпва на брега и установява дружески отношения с местните индианци е великият английски мореплавател Джеймс Кук, който пребивава на острова от 29 март до 26 април 1778 г.
През 1788 г. английският капитан Джон Миърс първи плава през залива Есперанса, протока Хеката и фиорда Тахсис и доказва островното му положение.
На острова съществуват 7 – 8 малки, предимно рибарски селища, населявани от индианци от племето нуу-ча-нулт (нутка), които са разположени главно по югоизточното и източното крайбрежие.
|  | Тази страница частично или изцяло представлява превод на страницата „Нутка (остров)“ в Уикипедия на руски. Оригиналният текст, както и този превод, са защитени от Лиценза „Криейтив Комънс – Признание – Споделяне на споделеното“, а за съдържание, създадено преди юни 2009 година – от Лиценза за свободна документация на ГНУ. Прегледайте историята на редакциите на оригиналната страница, както и на преводната страница, за да видите списъка на съавторите. ВАЖНО: Този шаблон се отнася единствено до авторските права върху съдържанието на статията. Добавянето му не отменя изискването да се посочват конкретни източници на твърденията, които да бъдат благонадеждни. |